# Йохан Балтазар фон Андлау
Йохан Балтазар фон Андлау (на немски: Johann Balthasar von Andlau; † 1633 или 1688) е благородник от род Андлау от Долен Елзас/Гранд Ест.
Той е син на Лудвиг VIII фон Андлау 'Стари', господар на Бутенхайм и Хомбург († 7 септември 1604/20 януари 1607) и съпругата му Салома фон Кипенхайм, дъщеря на Отмар Дитрих фон Кипенхайм и Барбара Бьоклин фон Бьоклинзау. Внук е на Лазарус III фон Андлау, господар на Бутенхайм († 1581/1583) и Урсула Бьоклин фон Бьоклинзау, дъщеря на Филип Бьоклин фон Бьоклинзау († пр. 1547) и Симбургия Пфау фон Рюпур († сл. 1544). Правнук е на Ханс III фон Андлау († 1520) и Маргарета фон Пфирт.

## Фамилия
Йохан Балтазар фон Андлау се жени на 25 февруари 1623 г. за Мария Якобея фон Райнах-Хайдвайлер († ок. 1632), дъщеря на Йохан Бертхолд фон Райнах, господар на Хайдвайлер († 1608) и Маргарета фон Ептинген († 1624). Те имат един син:
- Георг Кристоф фон Андлау-Белинген († 27 юни 1689 в Базел), женен на 15 ноември 1660 г. за Мария Франциска Салома фон Баден († 12 май 1707, Белинген), дъщеря на Ханс (Йохан) Фридрих фон Баден († 1688) и Мария Ева трушсес фон Волхаузен; родители на:
  - Мария Франциска Урсула фон Андлау (* 10 юли 1667, Бамлах; † 17 февруари 1743, Арлесхайм), омъжена на 2 септември 1688 г. за Франц Лудвиг фон Волхаузен, трушсес фон Волхаузен (* 9 февруари 1663; † 14 февруари 1694)
  - Конрад Йозеф Кристоф фон Андлау цу Хутемхайм и Хомбург (* 6 юни 1671, Белинген; † 29 май 1731, Хомбург), женен I. на 7 февруари 1695 г. в Арлесхайм за Мария Катарина Салома фон Рогенбах (* ок. 1670; † 28 юли 1709), II. на 14 май 1711 г. за Мария Анна фон Кагенек († 10 февруари 1720, Хомбург). Той има син от първия брак